# David Lascher
David Scott Lascher (Scarsdale, 27 de abril de 1972) é um ator, roteirista, produtor cinematográfico  e diretor de cinema norte-americano. É conhecido principalmente por sua atuação em telesséries juvenis na década de 1990 e início dos anos 2000, incluindo Blossom e Sabrina The Teenage Witch.

## Primeiros anos e educação
Lascher nasceu em Scarsdale, Nova Iorque, em 1972. É filho de Amy, uma psicoterapeuta, e Alan Lascher, um advogado. Ainda jovem, começou a atuar no teatro comunitário local. Aos 13 anos, enquanto encenava num musical de revista, foi "descoberto" por um agente de talentos que estava na plateia e desde então passou a receber propostas para produções off-Broadway, comerciais e programas de televisão. Aos 16 anos, mudou-se para Los Angeles, Califórnia, para tentar seguir carreira como ator.
Estreou na televisão em 1988 no piloto Down Delaware Road (NBC), porém, o programa foi malsucedido. No ano seguinte, ele conseguiu seu primeiro papel televisivo importante, o encrenqueiro Ted McGriff, personagem recorrente na sitcom Hey Dude, da Nickelodeon. Durante o hiato da série, Lascher retornou à Nova Iorque, onde concluiu o ensino médio na Scarsdale High School. Simultaneamente à escola secundária, ele fez cursos por correspondência na Universidade Brigham Young em Utah.

## Carreira posterior

### 1990-2002: Destaques na televisão
De volta a Los Angeles, Lascher entrou em 1990 para o elenco regular de A Family for Joe (NBC), contracenando com Juliette Lewis e Robert Mitchum; a atração ficou pouco tempo no ar. Em 1991, atuou em episódios de produções como Full House e Roseanne, além de aparecer, entre 1991 e 1992, no papel recorrente de um estudante gay em Beverly Hills, 90210 (Fox). Ainda em 1992, começou a interpretar Vinnie Bonitardi, o namorado da protagonista Blossom Russo (Mayim Bialik), na comédia Blossom (NBC), um papel que ele desempenhou até 1995. Durante as pausas das gravações dessa série, participou de The Flood: Who Will Save Our Children? (NBC, 1993) e Cries Unheard: The Donna Yaklich Story (CBS, 1994), dois telefilmes baseados em eventos reais e nos quais foi escalado para papéis de destaque.
Após o término de Blossom, ele continuou trabalhando em telefilmes e, em 1996, estreou no cinema em White Squall, um filme de aventura marítima dirigida por Ridley Scott. No ano seguinte, interpretou um filho de imigrantes sobreviventes do Holocausto em A Call to Remember, produção exibida no Starz Encore. Entre 1996 e 1997, participou de Clueless (ABC), adaptação televisiva da bem-sucedida comédia adolescente homônima de 1995. Interpretou o tio irresponsável da personagem vivida pelas gêmeas Olsen na sitcom Two of a Kind (ABC, 1998-1999) e o interesse romântico de Olive (Kathy Najimy) em dois episódios de Veronica's Closet (NBC). De 1999 a 2002, apareceu em Sabrina, the Teenage Witch (The WB), no papel de Josh, aspirante a fotógrafo e colega de Sabrina (Melissa Joan Hart), por quem o personagem é apaixonado.

### 2003-presente: Cinema e outros trabalhos
Com o fim da exibição de Sabrina em 2002, o ator permaneceu relativamente afastado da mídia, com esporádicas participações na televisão. Por volta de 2008, apareceu em alguns episódios da websérie Starlet e passou à dedicar-se à produção e escrita, firmando parceria com o produtor e roteirista Todd Camhe. Nessa época, Lascher coescreveu o roteiro de seu primeiro filme, Sister, que ele também produziu e dirigiu. O longa-metragem, estrelado por Barbara Hershey, estreou no Festival de Cinema de Tribeca em 2014. Nesse mesmo ano, ele apareceu como um personagem recorrente na série Melissa and Joey (ABC Family). Em 2015, estrelou o filme de drama independente The Boat Builder, com Christopher Lloyd. Também escreveu e dirigiu uma websérie intitulada Cruisers & Shakers, lançada no Facebook Watch em 2019.

## Vida pessoal
O artista é o filho mais velho da família e tem três irmãs, chamadas Alexandra, Carly e Lauren. Entre o final dos anos 1980 e o início da década seguinte, ele namorou brevemente a atriz Christine Taylor, enquanto ambos atuavam na série Hey Dude. Casou-se em 1999 com a atriz Jill London, com quem reside em Los Angeles tem três filhas: Hannah, Casey e Chelsea. Em entrevista, Lascher comentou que o primeiro filme dirigido por ele, Sister, é uma "história muito pessoal" baseada em personagens e circunstâncias de sua própria vida; a produção aborda o tema do diagnóstico e tratamentos de TDAH na infância.

## Filmografia

### Cinema
| Ano  | Título           | Papel          | Notas                         | Ref.        |
| ---- | ---------------- | -------------- | ----------------------------- | ----------- |
| 1993 | The Waiter       | Primo de Tommy | Curta-metragem                | [ 3 ] [ 4 ] |
| 1996 | White Squall     | Robert March   |                               | [ 11 ]      |
| 2011 | South            | O homem        | Curta-metragem; produtor      | [ 12 ]      |
| 2014 | Sister           |                | Diretor, produtor, roteirista | [ 11 ]      |
| 2015 | The Boat Builder | Charles        |                               | [ 9 ]       |

### Televisão
| Ano     | Título                                  | Papel             | Notas                              | Ref.   |
| ------- | --------------------------------------- | ----------------- | ---------------------------------- | ------ |
| 1988    | Down Delaware Road                      | Robbie Heller     | Piloto                             | [ 13 ] |
| 1989-91 | Hey Dude                                | Ted McGriff       | Regular                            | [ 14 ] |
| 1990    | A Family for Joe                        | Nick Bankston     | Primeira temporada                 | [ 15 ] |
| 1991    | Roseanne                                | Eric              | Episódio: "Vegas Interruptus"      | [ 2 ]  |
| 1991    | Full House                              | Rick              | Episódio: "Take My Sister, Please" | [ 2 ]  |
| 1991    | She Says She's Innocent                 | Ryan Larson       | Telefilme                          | [ 11 ] |
| 1991    | Life Goes On                            | Mitch Tanner      | Episódio: "Dueling Divas"          | [ 4 ]  |
| 1991-92 | Beverly Hills, 90210                    | Kyle Conners      | 3 episódios                        | [ 4 ]  |
| 1992    | Hearts Are Wild                         | Charlie Shaw      | Telessérie                         | [ 4 ]  |
| 1992    | Step by Step                            | Greg Patterson    | Episódio: "School Daze"            | [ 4 ]  |
| 1992    | Woops!                                  | Kiefer            | Episódio: "The Nuclear Family"     | [ 4 ]  |
| 1992-95 | Blossom                                 | Vinnie Bonitardi  | Recorrente                         | [ 11 ] |
| 1993    | The Flood: Who Will Save Our Children?  | Brad Jamison      | Telefilme                          | [ 11 ] |
| 1994    | Cries Unheard: The Donna Yaklich Story  | Denny aos 18 anos | Telefilme                          | [ 11 ] |
| 1995    | Kidz in the Wood                        | Sloan             | Telefilme                          | [ 16 ] |
| 1995    | MMC                                     | Ele mesmo         | 1 episódio                         | [ 17 ] |
| 1996    | Twisted Desire                          | Brad Sullivan     | Telefilme                          | [ 11 ] |
| 1996-97 | Clueless                                | Josh              | Recorrente                         | [ 11 ] |
| 1997    | American Experience                     | Fred Dewey        | Episódio: "Gold Fever"             | [ 18 ] |
| 1997    | A Call to Remember                      | Jake Tobias       | Telefilme                          | [ 11 ] |
| 1998    | Playing to Win: A Moment of Truth Movie | Marshall          | Telefilme                          | [ 11 ] |
| 1998    | Veronica's Closet                       | Jeremy Byrne      | 2 episódios                        | [ 15 ] |
| 1999    | Touched by an Angel                     | Jett Rudin        | Episódio: "My Brother's Keeper"    | [ 4 ]  |
| 1999    | Two of a Kind                           | Matt Burke        | Recorrente                         | [ 11 ] |
| 1999-02 | Sabrina, the Teenage Witch              | Josh              | Recorrente                         | [ 11 ] |
| 2001    | Holiday With the Stars                  | Ele mesmo         | Especial                           | [ 3 ]  |
| 2002    | Alikes                                  | James             | Telefilme                          | [ 4 ]  |
| 2003    | Intimate Portrait: Melissa Joan Hart    | Entrevistado      | Teledocumentário                   | [ 3 ]  |
| 2006    | Mystery Woman                           | Tyler Dell        | Episódio: "Redemption"             | [ 16 ] |
| 2009    | Always and Forever                      | Gabe              | Telefilme                          | [ 11 ] |
| 2014    | Melissa and Joey                        | Charlie           | 3 episódios                        | [ 2 ]  |
| 2018    | Hollywood Darlings                      | David             | Episódio: "Dry Spells"             | [ 19 ] |

### Webséries
| Ano  | Título             | Papel | Notas                            | Ref.          |
| ---- | ------------------ | ----- | -------------------------------- | ------------- |
| 2008 | Starlet            | Todd  | 4 episódios; 1ª e 2ª temporadas  | [ 7 ]         |
| 2019 | Cruisers & Shakers |       | 5 episódios; diretor, roteirista | [ 10 ] [ 20 ] |

## Prêmios e indicações
| Ano  | Premiação                           | Categoria                                              | Obra                                   | Resultado | Ref.   |
| ---- | ----------------------------------- | ------------------------------------------------------ | -------------------------------------- | --------- | ------ |
| 1991 | Young Artist Awards                 | Melhor game show ou programa de variedade juvenil      | Hey Dude                               | Indicado  | [ 21 ] |
| 1993 | Young Artist Awards                 | Melhor jovem ator coestrelando em telessérie           | Blossom                                | Indicado  | [ 22 ] |
| 1994 | Young Artist Awards                 | Melhor jovem ator em minissérie, telefilme ou especial | The Flood: Who Will Save Our Children? | Indicado  | [ 23 ] |
| 2015 | Tiburon International Film Festival | Prêmio Orson Welles                                    | Sister                                 | Venceu    | [ 24 ] |